# Jan Svěrák
Jan Svěrák (IPA: [ˈjan ˈsvjɛraːk]) (Žatec, 6 febbraio 1965) è un regista ceco, vincitore del Premio Oscar per il miglior film straniero nel 1997 con Kolya.

## Filmografia
- Ropáci (1988) (cortometraggio)
- Scuola elementare (Obecná škola) (1991)
- The Ride (Jízda) (1994)
- Akumulátor 1 (1994)
- Kolya (Kolja) (1996)
- Dark Blue World (Tmavomodrý svět) (2001)
- Tatínek (2004) (documentario)
- Vuoti a rendere (Vratné lahve) (2007)
- Kooky (Kuky se vrací) (2010)
- Tri bratri (2014)
- Po strništi bos (2017)